# لا بارا
بلدية لا بارا (بالإسبانية: La Parra)‏, هي إحدى بلديات مقاطعة بطليوس, التي تقع في منطقة إكستريمادورا, والتي تقع في غرب إسبانيا.
يبلغ عدد سكانها 1.416 نسمة وفقاً لإحصائية سنة (2002).